# Ria-Leco (Ort)
Ria-Leco (Rileco, Rileko) ist eine osttimoresische Siedlung im Suco Maubisse (Verwaltungsamt Maubisse, Gemeinde Ainaro).
Das Zentrum des Dorfes befindet sich im Norden der Aldeia Ria-Leco, auf einer Meereshöhe von 1610 m. Hier steht auch die Grundschule des Ortes. Die restliche Besiedlung besteht aus einzeln stehenden Häusern, die sich auf die gesamte Aldeia verteilen. Östlich liegen der Ort Hautado und die Stadt Maubisse.